# Barbara McClintock
Barbara McClintock (Hartford, Connecticut, 1902. június 16. – Huntington, New York, 1992. szeptember 2.) amerikai genetikus, aki a transzpozonok felfedezéséért 1983-ban fiziológiai Nobel-díjban részesült.
McClintock a Cornell Egyetemen tanult, ott szerezte doktori címét 1927-ben. Egész életében a kukorica citogenetikáját kutatta, elsősorban kromoszómáinak morfológiáját és tulajdonságait. Kidolgozott egy módszert a kromoszómák festésére és mikroszkópban sikerült megfigyelnie a közöttük zajló crossing-overt. Ő készítette a kukorica első genetikai térképét, demonstrálta a centromer és a telomer szerepét. 1944-től az amerikai Nemzeti Tudományos Akadémia tagja volt.
Az 1940-es évek második felében és az 1950-es évek elején észrevett egy genetikai régiót, amely képes volt változtatni helyzetét a kromoszómán belül: ezzel őt tekintik a transzpozonok felfedezőjének. Mivel ez a genetikai elem ki-be kapcsolta a közelében lévő gén hatását, kidolgozott egy elméletet a génszabályozásról. Eredményeit általános hitetlenkedés fogadta, ezért 1953 után már nem publikált többet ebben a témában. A későbbiekben a kukorica vad fajtáit tanulmányozta Közép- és Dél-Amerikában. Az 1960-as és 70-es években újra felfedezték a mobilis genetikai elemeket és a géneket szabályozó régiókat. Miután közismertté McClintock úttörő munkája ezen a területen, számos díjjal tüntették ki, többek között 1983-ban megkapta a Nobel-díjat is. McClintock volt az első (és ezidáig egyetlen) nő, aki egyedül, megosztatlanul részesült a fiziológiai Nobel-díjban.

## Tanulmányai

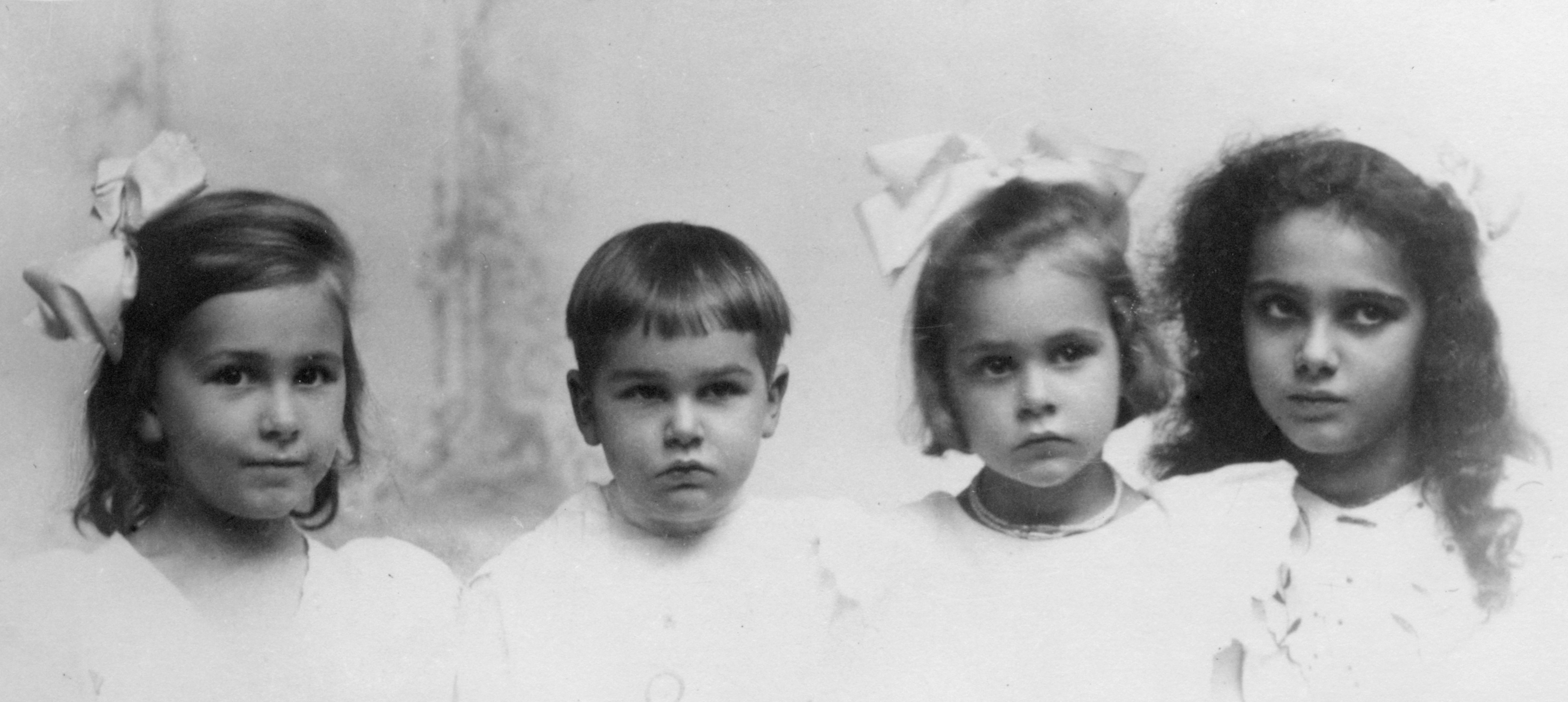
A McClintock-gyerekek: Mignon, Tom, Barbara és Marjorie

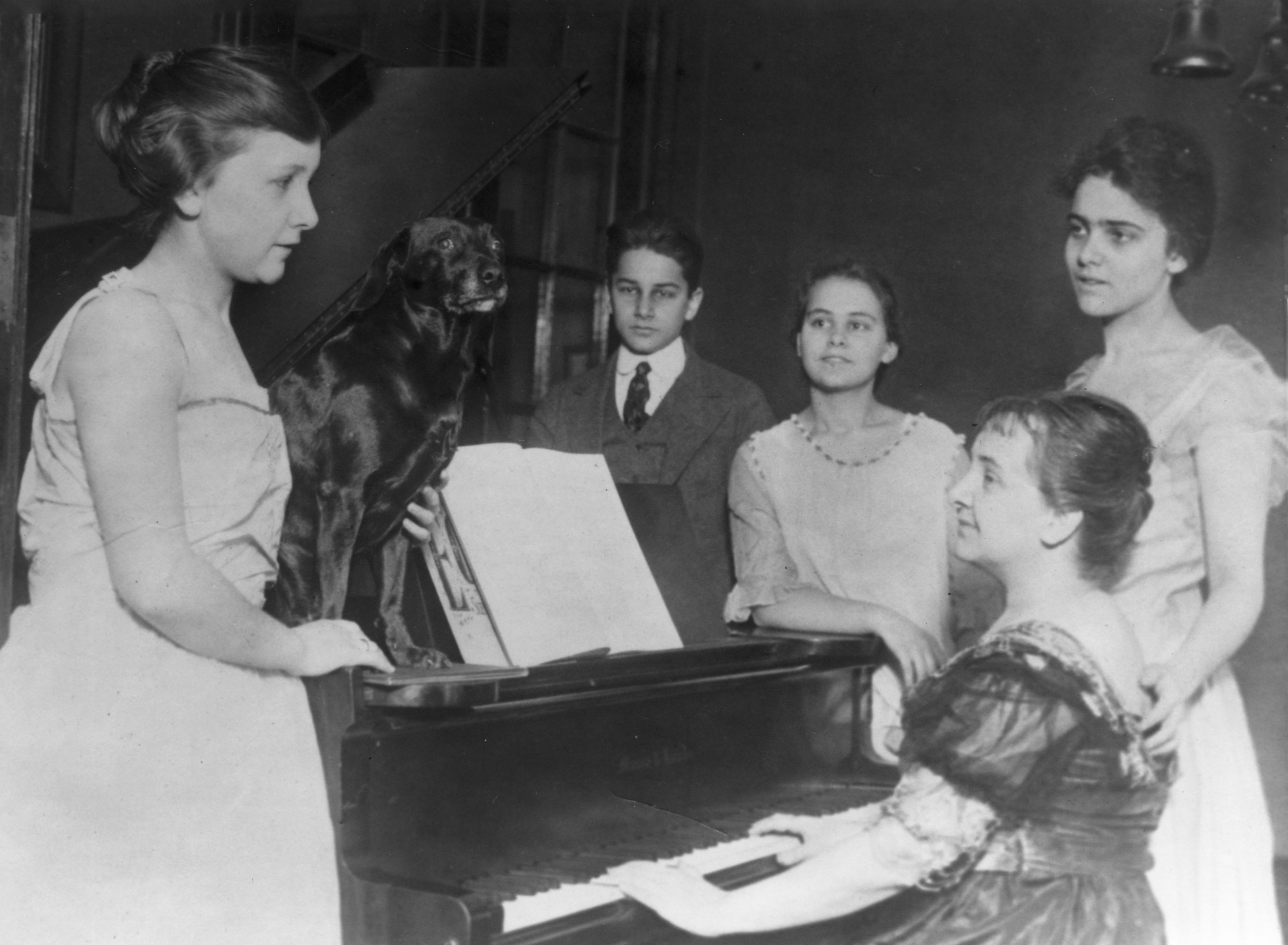
A McClintock család: balról jobbra Mignon, Tom, Barbara, Marjorie és Sara (a zongoránál)

Barbara McClintock 1902. június 16-án született a connecticuti Hartfordban Thomas Henry McClintock orvos és felesége, Sara Handy Grace négy gyermeke közül a harmadikként. Eleanornak keresztelték, de szülei még kislány korában úgy vélték, hogy ez nőies és finom név nem illik a jelleméhez és átnevezték Barbarára. Apja szülei Britanniából vándoroltak be Amerikába, anyja pedig még a Mayflowerrel érkezett, régi amerikai családból származott. Idősebb nővére, Marjorie, 1898 októberében, a fiatalabbik nővér Mignon pedig 1900 novemberében született. Legfiatalabb testvére, Malcolm Rider (akit a családban Tomnak hívtak) másfél évvel Barbara után jött a világra. Barbara már egészen fiatal korában is független természetű gyerek volt, ahogyan ő jellemezte magát, „képes volt egyedül lenni”. Hároméves korától iskolakezdésig brooklyni nagynénjénél és nagybátyjánál élt, mert New York-i praxisát épp elkezdő apja nem keresett annyit, hogy kényelmesen eltartsa a családot. Barbara magánykedvelő, fiús kislány volt. Szerette apját, de anyjával való kapcsolata már ekkor problémás volt.
A család 1908-ban Brooklynba költözött. Barbara az Erasmus Hall Középiskolába járt, ahol 1919-ben érettségizett. Mivel kedvelte a természettudományokat, szeretett volna továbbtanulni a Cornell Egyetem mezőgazdasági szakán. Ezt azonban anyja megtiltotta, mert attól tartott, hogy túl tanult nőként nem fog tudni férjhez menni. Közvetlenül a beiratkozás megkezdése előtt apja mégis közbelépett, így Barbara 1919-ben elkezdhette egyetemi tanulmányait.
A Cornellen részt vett a diákönkormányzat munkájában és meghívták egy leányszövetségbe is, bár hamarosan rájött, hogy a diákszervezetek nem az ő világa. Ehelyett szabad idejében inkább dzsesszzenével foglalkozott. Fő tárgya a botanika volt és 1923-ban megszerezte BSc oklevelét. A genetika felé 1921-ben fordult az érdeklődése, miután jelentkezett az egyetem első ilyen irányú kurzusára, amelyet Claude B. Hutchison növénynemesítő és genetikus tartott. Hutchisonra jó benyomást keltett a lelkes McClintock és 1922-ben javasolta neki, hogy végezze el az egyetem genetikai mesterképzését is. McClintock később elmondta, hogy emiatt a telefonhívás miatt választotta a genetikusi pályát. Korábbi életrajzaiban az szerepelt, hogy az 1920-as években nők nem kaphattak a Cornellen genetikából mesterdiplomát és ezért hivatalosan botanikából szerezte meg azt; újabb kutatások szerint azonban ekkoriban rajta kívül más nők is szereztek mesterdiplomát az egyetem növénynemesítési tanszékén.

## Pályafutása

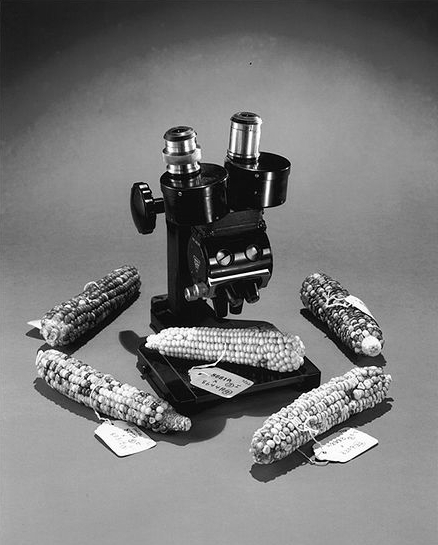
McClintock mikroszkópja a washingtoni Nemzeti Természetrajzi Múzeum kiállításán

McClintock a mesterkurzus és doktori tanulmányai alatt (diplomáját 1925-ben, PhD-ját 1927-ben szerezte meg) csatlakozott az akkor létrejövő citogenetikai csoporthoz, amely a kukoricát választotta modellszervezetként. A növénynemesítési tanszék által is támogatott csoportba olyan kutatók tartoztak, mint a leendő Nobel-díjas George Beadle, Marcus Rhoades vagy Harriet Creighton. A tanulás mellett McClintock Lowell Randolph, majd Lester W. Sharp cornelli botanikusok asszisztenseként is dolgozott.
McClintock kutatásai ekkor a kukorica kromoszómáinak megfestésére, láthatóvá tételére koncentráltak. Ebbéli eredményei tankönyvekbe is bekerültek. Kidolgozott egy kárminfestéses módszert, amellyel vizsgálhatóvá tette a tíz kukoricakromoszóma morfológiáját. Sikerének egyik titka az volt, hogy az általános szokás ellenére nem a gyökérsüveg sejtjeit, hanem az éretlen pollen mikrospóráit festette meg. A kromoszómák morfológiájának megfigyelésével képes volt egyes, együtt öröklődő genetikai tulajdonságokat konkrét kromoszómához kötni. 1929-es cikke a triploid kukoricáról bekerült a Cornell Egyetem 1929-1935 közötti legfontosabb genetikai eredményei közé.
1930-ban elsőként sikerült megfigyelnie a kukorica homológ kromoszómáinak crossing-overjét a meiózis során. A következő évben bebizonyította a crossing-over és a genetikai tulajdonságok rekombinációja közötti direkt kapcsolatot. Ezt elméletileg korábban is sejtették, de McClintock mikroszkóp alatt megfigyelhető bizonyítékot szolgáltatott róla. 1931-ben közölte a kukorica első genetikai térképét: a 9. kromoszómán sikerült három gén sorrendjét megállapítania. Azt is megfigyelte, hogy a crossing-over nem csak a homológ kromoszómák között fordul elő, hanem egy megkettőződött kromoszóma elvben azonos leánykromatidjai között is. 1938-ban közölte a centromer citogenetikai analízisének eredményét, leírta a szerveződését és a funkcióját, valamint azt, hogy képes megkettőződni.
McClintock látványos eredményei és kollégái támogatása miatt számos posztdoktorális kutatói ösztöndíjat nyert el különböző intézményekbe: amellett, hogy biztosította kutatásai anyagi hátterét a Cornellen, dolgozott egy ideig a Missouri Egyetemen és a CalTechben is. 1931–32-ben Missouriban megtanulta a röntgensugarak mutagénként való alkalmazását. A kukoricát röntgensugarakkal kezelve sokszorosára nőtt a keletkező mutációk száma, ami jelentősen megkönnyítette a munkáját. Eközben ő is leírta a néhány évvel azelőtt felfedezett gyűrűkromoszómákat, amelyek akkor keletkeznek, amikor a sugárzás hatására eltört kromoszómák végei összeforrnak. Ebből a megfigyelésből McClintock azt a következtetést vonta le, hogy a természetes kromoszómák végén valamilyen struktúrának kell lennie, ami normál körülmények között megakadályozza az egybeforrást. Kimutatta, hogy miután a meiózis során elvesznek a gyűrűkromoszómák, a következő generáció levelei a génhiány miatt csíkosak lesznek. felfedezte, hogy a 6. kromoszómán található egy sejtmagvacskát rendező régió, amely a sejtmagon belüli nukleólusz létrejöttéért felel.
1933-34-ben a Guggenheim Alapítvány támogatásával hat hónapot Németországban töltött. Eredetileg azzal a Curt Sternnel akart együtt dolgozni, aki McClintock után néhány héttel muslicában megfigyelte a crossing-overt; ő azonban ekkorra az Egyesült Államokba emigrált. Ehelyett a Vilmos császár Intézet vezetőjénél, Richard Goldschmidtnél töltötte kutatóidejét, majd a politikailag egyre inkább polarizálódó Európából visszatért a Cornell Egyetemre. Itt 1936-ig maradt; ekkor elfogadta a Missouri-Columbia Egyetem ajánlatát és a botanikai tanszék adjunktusa lett.

## A Missouri Egyetemen
McClintock új munkahelyén tovább kutatta a röntgensugarak hatását a kukorica kromoszómáira. Megfigyelte, hogy nemcsak gyűrűkromoszómák keletkeznek, hanem az eltört kromoszómák egymással is fuzionálnak. Kimutatta, hogy egyes növényekben az endospermium sejtjeiben spontán kromoszómatörések fordulnak elő. A kromoszómavégek egyesülése a kettőződés után, a mitózis során történt meg. A mitózis anafázisában, amikor az összeforrott kromoszómák centromerjei a sejt átellenes pólusai felé kezdtek vándorolni, a kromoszóma eltörött; majd a ciklus a következő osztódáskor újraindult, mert a kromoszóma végéről hiányzott az összeforrást megakadályozó telomer. A törések a növényekben erőteljes mutációképződéssel és az endospermium csíkozottságával jártak. A jelenség ma is a rákkutatók érdeklődésének középpontjában áll.
Bár kutatásai jól haladtak, McClintock nem érezte jól magát a Missouri Egyetemen. Nem hívták meg a tanszék gyűléseire, nem értesítették a megnyíló kedvező álláslehetőségekről. 1940-ben egy levelében így írt: „Úgy döntöttem, kénytelen leszek más állás után nézni. Amennyire látom, itt nem maradt több a számomra. Háromezer dolláros adjunktus vagyok és biztosan érzem, hogy számomra itt ez a felső határ.” Pozícióját a tanszék vezetője, Lewis Stadler hozta létre a számára és McClintock úgy vélte, hogy csak addig marad alkalmazásban, amíg maga Stadler is az egyetemen marad; márpedig ő tervezte, hogy átmegy a CalTechre.
1941 elején hosszabb szabadságot vett ki, hogy másutt keressen álláslehetőséget. Korábbi cornelli kollégája a Columbia Egyetemen tanító Marcus Rhoades vendégprofesszorként hajlandó volt alkalmazni és emellett felajánlotta, hogy dolgozzon Long Island-en a Cold Spring Harbor Laboratory biológiai kutatóközpontban. 1941 decemberében a központot működtető Carnegie Intézet igazgatója, Milislav Demerec állandó kutatói állást ajánlott a számára.

## Cold Spring Harbor
Egyévi ideiglenes alkalmazása után McClintock aláírta állandó szerződését a Cold Spring Harbor Laboratory-val. Kutatásai jól haladtak, az általa felfedezett törés-újraegyesülés ciklust felhasználta a kromoszómák térképezésére. Addigi munkája elismeréseképpen 1944-ben felvették a Nemzeti Tudományos Akadémia soraiba; ő volt az akadémia történetének harmadik női tagja. Ugyanabban az évben ő lett az Amerikai Genetikai Társaság első női elnöke (1939-ben alelnöke volt a társulatnak).  1944-ben George Beadle kérésere elvégezte a Neurospora crassa penészgomba citogenetikai analízisét; a férfi ezzel a fajjal bizonyította be az egy gén-egy enzim elméletet. McClintock Beadle laboratóriumában (a Stanford Egyetemen) végezte el a munkát, meghatározta a kromoszómaszámát és végigkövette a teljes életciklusát. Beadle rendkívül elégedett volt: „Barbara, maga a két stanfordi hónapja alatt jobban tisztázni tudta a Neurospora citológiáját, mint ezidáig az összes citogenetikus az összes penészgombafajtáét”, mondta.  A Neurospora azóta is a genetika egyik klasszikus modellszervezete.

### A szabályozó elemek felfedezése

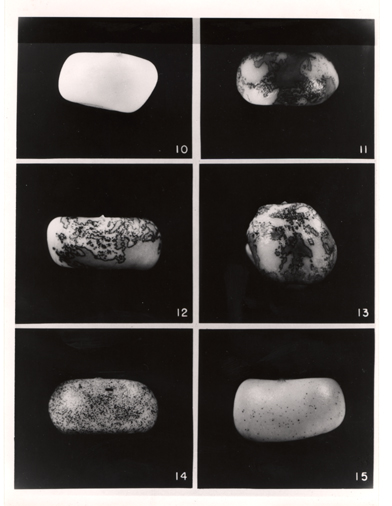
Az Ac/Ds rendszer hatása a kukoricaszem mintájára. A 10. mag színtelen, Ac elem nincs, a Ds pedig gátolja a színanyag képződését. A 11-13-ban az Ac egy példánya van jelen, a Ds képes "ugrani" és ahol megteszi a színanyag génje felszabadul a gátlás alól, a végeredmény mozaikos színezet. A 14-es magban két, a 15-ösben három Ac elem található

1944 nyarán McClintock vizsgálni kezdte a kukoricaszem mozaikos színezetének bonyolult és instabil öröklődését. Sikerült azonosítania két domináns hatású, egymással kölcsönható lokuszt ("gént"), amelyeket "disszociátornak" (Ds)és "aktivátornak" (Ac) nevezett el. A Ds amellett, hogy kromoszómatörést okozott, de az Ac jelenlétében változatos hatásokat produkált a közelében lévő génekre; többek között eltüntetett korábban stabilnak látszó mutációkat. 1948 elején nagy meglepetésére felfedezte, hogy mindkét elem ún. transzpozícióra képes, vagyis helyet változtat a kromoszómán belül.
Az Ac és Ds elemek helyváltoztatását a gondosan keresztezett kukoricanövények szemeinek mozaikos mintázata alapján bizonyította. A kísérletek végeredménye az volt, hogy az Ac szabályozza a Ds áthelyeződését a 9. kromoszóma végéről; valamint, hogy a Ds transzpozíciója kromoszómatöréssel jár. Amikor a Ds elmozdul, a közeli, színt szabályozó gént felszabadul annak szupresszáló hatása alól és a kukoricaszem héja színes lesz. A Ds elem random módon helyeződik át máshová, egyes sejtekben transzponálódik, másutt a helyén marad, aminek mozaikos maghéj lesz a következménye. A mozaikfolt nagysága attól függ, hogy a fejlődés melyik stádiumában történt az áthelyeződés. McClintock azt is felfedezte, hogy a Ds transzpozíciójának esélye függ az Ac elemek számától.
1948 és 1950 között kidolgozott egy elméletet, amely szerint az ehhez hasonló mobilis genetikai elemek a gének működését szabályozhatják ki- és bekapcsolva őket. Ezeket az elemeket "szabályozó egységeknek" vagy "szabályozó elemeknek" nevezte el. McClintock felfedezése szöges ellentétben volt a korabeli elképzelésekkel, amik a genomot egy statikus és változatlan struktúrának gondolták. Meglehetősen bonyolult és a bevett koncepcióktól eltérő elméletét 1950-ben közölte a Proceedings of the National Academy of Sciences folyóiratban. Kollégái McClintock szavaival "tanácstalanul, sőt ellenségesen" fogadták eredményeit. Ő ennek ellenére továbbvitte ezt a kutatási irányt és 1953-ban a Genetics-ben tett közzé egy összefoglaló tanulmányt, amely addigi adatai statisztikai elemzését is tartalmazta; ezenkívül az 50-es években az egyetemeken előadásokban ismertette nézeteit. Felfedezett egy újabb mobilis elemet, amely az Ac/Ds rendszerhez hasonló módon, de még komplexebben működött, és amelyet "szuppresszor-mutátornak" (Spm) nevezett el. Egy idő után azonban attól tartva, hogy a többi kutató kiközösíti, feladta a harcot. 1953 után már nem jelentetett meg több cikket a szabályozó elemekről.
1957-ben akadémiai támogatást kapott, hogy a kukorica vad fajtáit kutassa Közép- és Dél-Amerikában. McClintock a kromoszómaváltozásokat vizsgálva követte a növény evolúcióját. A 60-as és 70-es években is folyó munka során feltérképezte a kukoricafajták kromoszomális, morfológiai és evolúciós jellemzőit.

### A mobilis genetikai elemek újrafelfedezése
McClintock 1967-ben, 65 évesen formálisan nyugdíjba vonult, de mint a Carnegie Intézet kiváló munkatársa, "emeritus kutatóként" folytathatta munkáját a diákokkal és a laboratóriumban.
Az 1960-as évek elején két francia tudós, François Jacob és Jacques Monod felfedezte, hogy a baktériumok génjeinek (konkrétan a lac operonnak) tényleg vannak szabályozó régióik, hasonlóan, mint azt McClintock 1951-ben megjósolta. Cikkük 1961-es megjelenése után McClintock iírt is egy közleményt, amelyben összehasonlította a lac operont és az ő szabályozó elemeit a kukoricában.
Az 1960-as évek végén és a 70-es évek elején baktériumokban, bakteriofágokban és élesztőgombában is felfedezték a transzpozíció jelenségét és a mobilis genetikai elemeket. Időközben a molekuláris biológia hatalmas fejlődésen ment keresztül és ki lehetett mutatni az "ugrás" molekuláris hátterét. Az 1970-es években klónozták az Ac és Ds régiókat és kiderült róluk, hogy II-es típusú transzpozonok. Az Ac egy teljes transzpozon, amely tartalmazza a átmásoláshoz szükséges transzpozáz enzim működő génjét; a Ds transzpozáza viszont működésképtelen, azért a másikra van szüksége az átvitelhez.  Az Spm-et is transzpozonként azonosították. Kiderült, hogy normál körülmények között a transzpozonok inaktívak, működésüket valamilyen stresszfaktor, például röntgensugárzás vagy a kromoszómatörés indítja be. Ma az Ac/Ds rendszert a növénygenetikusok mutációk előállítására használják.

## Díjai, elismerései

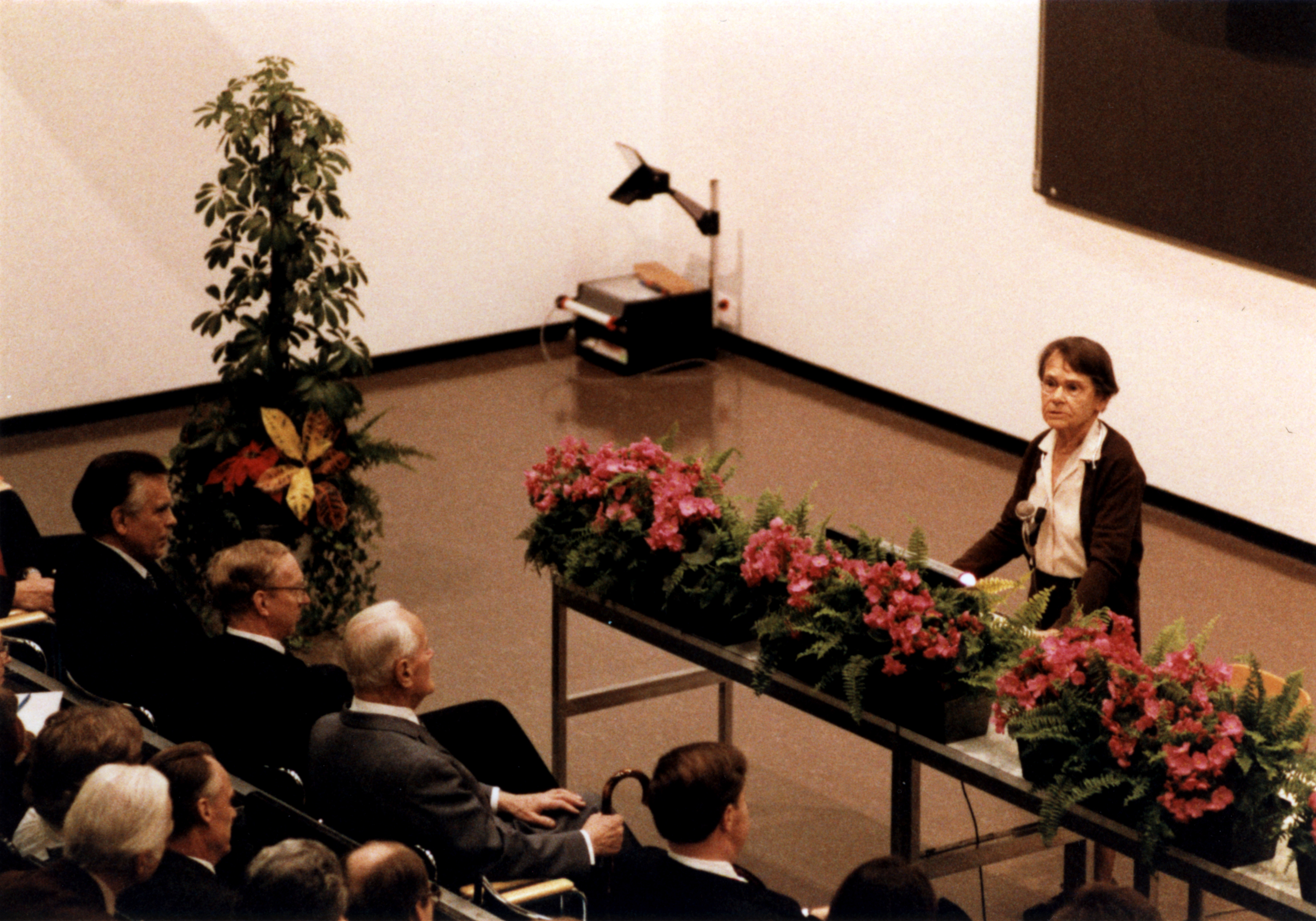
A 81 éves Barbara McClintock a Nobel-díj átvételekor

McClintock 1947-ben megkapta az Amerikai Egyetemi Nők Társaságának kiváló teljesítményért adott díját. 1959-ben az Amerikai Művészeti és Tudományos Akadémia tagjává választották. 1967-ben Kimber Genetikai Díjat kapott, három évvel később pedig Nixon elnök Nemzeti Tudományos Éremmel tüntette ki; ő volt az első nő aki megkapta ezt az elismerést. A Cold Spring Harbor 1973-ban róla nevezte el egyik épületét. 1978-ban a Louis és Bert Alapítvány díjában és a Lewis S. Rosensteil-díjban részesült.  1981-ben ő volt a MacArthur Alapítvány első díjazottja és ugyanebben az évben megkapta az orvosi alapkutatásért adományozott Albert Lasker-díjat, a Wolf-díjat és az Amerikai Genetikai Társaság Thomas Hunt Morgan-érmét. 1982-ben a Columbia Egyetem tüntette ki a Louisa Gross Horwitz-díjjal.
1983-ban kitüntették a legrangosabb tudományos elismeréssel is, megkapta a fiziológiai és orvostudományi Nobel-díjat "a mobilis genetikai elemek felfedezéséért". Több mint harminc év telt el a felfedezés bejelentése és a díj kiosztása között; sorsát a Svéd Királyi Tudományos Akadémia Gregor Mendeléhez hasonlította. Barbara McClintock volt az első nő, aki megosztatlanul részesült az orvosi Nobel-díjban.
McClintockot 1989-ben a brit Royal Society levelező tagjává választották. 1993-ban az Amerikai Filozófiai Társaság Benjamin Franklin-érmében részesült. Összesen 14 egyetem választotta díszdoktorául. 1986-ban beszavazták a leghíresebb amerikai nők közé. Utolsó éveiben a korábbihoz képest aktívabb társasági életet élt, különösen miután 1983-ban megjelent a róla írt életrajz (Evelyn Fox Keller: A Feeling for the Organism) és a nagyközönség megismerte történetét. Rendszeresen megjelent a Cold Spring Harbor-i összejöveteleken és előadásokat tartott a transzpozonokról és a genetika történetéről.

## Halála, emlékezete
Barbara McClintock 1992. szeptember 2-án halt meg a New York állambeli Huntingtonban, 90 éves korában. Soha nem ment férjhez és gyerekei sem születtek.
2001-ben Nathaniel C. Comfort tudománytörténész The Tangled Field: Barbara McClintock’s Search for the Patterns of Genetic Control c. könyvében megtámadta McClintock korábbi életrajzírójának, Evelyn Kellernek a következtetését, miszerint McClintock felfedezését azért nem ismerték el a maga idejében, mert nő volt és kollégái úgy vélték volna, hogy nem érti az öröklődés matematikáját. Comfort viszont úgy vélte, hogy McClintock munkáját már pályafutása elején is elismerték.
Az amerikai posta 2005-ben kibocsátott egy bélyegsorozatot, amelyen Neumann János, Josiah Willard Gibbs és Richard Feynman mellett Barbara McClintock is szerepel. Szintén szerepelt egy 1989-es svéd bélyegsorozaton, amely nyolc Nobel-díjas genetikust örökített meg. Róla nevezték el a Cornell Egyetem egyik kisebb és a Cold Spring Harbor Laboratory egyik laborépületét. Berlin egyik utcája is az ő nevét viseli.

## Fontosabb publikációi
- (1929) „A Cytological and Genetical Study of Triploid Maize”. Genetics 14 (2), 180–222. o. PMID 17246573. PMC 1201029.
- (1931) „A Correlation of Cytological and Genetical Crossing-Over in Zea Mays”. Proceedings of the National Academy of Sciences of the United States of America 17 (8), 492–497. o. DOI:10.1073/pnas.17.8.492. PMID 16587654. PMC 1076098.
- (1931) „The Order of the Genes C, Sh and Wx in Zea Mays with Reference to a Cytologically Known Point in the Chromosome”. Proceedings of the National Academy of Sciences of the United States of America 17 (8), 485–491. o. DOI:10.1073/pnas.17.8.485. PMID 16587653. PMC 1076097.
- (1941) „The Stability of Broken Ends of Chromosomes in Zea Mays”. Genetics 26 (2), 234–282. o. PMID 17247004. PMC 1209127.
- (1945) „Neurospora. I. Preliminary Observations of the Chromosomes of Neurospora crassa”. American Journal of Botany 32 (10), 671–678. o. DOI:10.2307/2437624. JSTOR 2437624.
- (1950) „The origin and behavior of mutable loci in maize”. Proceedings of the National Academy of Sciences of the United States of America 36 (6), 344–355. o. DOI:10.1073/pnas.36.6.344. PMID 15430309. PMC 1063197.
- (1953) „Induction of Instability at Selected Loci in Maize”. Genetics 38 (6), 579–599. o. PMID 17247459. PMC 1209627.
- (1961) „Some Parallels Between Gene Control Systems in Maize and in Bacteria”. The American Naturalist 95 (884), 265–277. o. DOI:10.1086/282188.
- McClintock, B., Kato Yamakake, T. A. & Blumenschein, A. (1981). Chromosome constitution of races of maize. Its significance in the interpretation of relationships between races and varieties in the Americas. Chapingo, Mexico: Escuela de Nacional de Agricultura, Colegio de Postgraduados.

## Fordítás
- Ez a szócikk részben vagy egészben  a   Barbara McClintock című angol Wikipédia-szócikk ezen változatának fordításán alapul.  Az eredeti cikk szerkesztőit annak laptörténete sorolja fel. Ez a jelzés csupán a megfogalmazás eredetét és a szerzői jogokat jelzi, nem szolgál a cikkben szereplő információk forrásmegjelöléseként.